# Magdalis
Magdalis är ett släkte av skalbaggar som beskrevs av Ernst Friedrich Germar 1817. Magdalis ingår i familjen vivlar.

## Bildgalleri

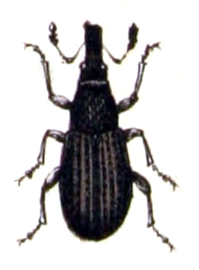
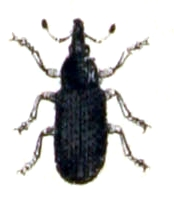
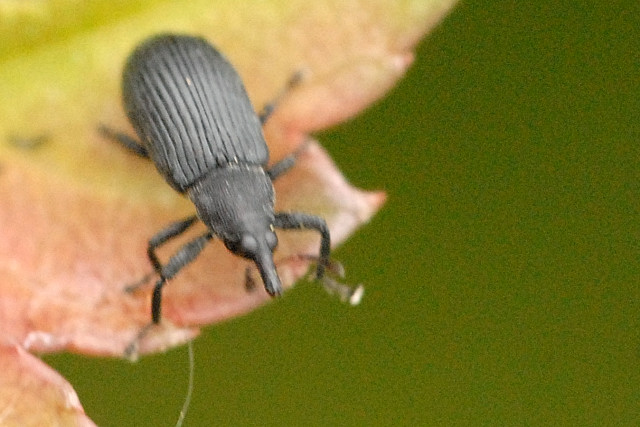
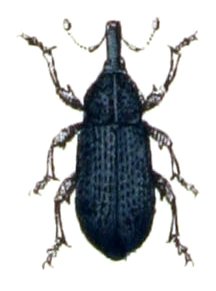

## Dottertaxa tillMagdalis, i alfabetisk ordning[1][2]
- Magdalis aenescens
- Magdalis affinis
- Magdalis alpina
- Magdalis altaiensis
- Magdalis alutacea
- Magdalis ambigua
- Magdalis angulicollis
- Magdalis angustata
- Magdalis armeniacae
- Magdalis armicollis
- Magdalis armigera
- Magdalis asphaltina
- Magdalis assimilis
- Magdalis aterrima
- Magdalis atramentaria
- Magdalis atrata
- Magdalis atrocyanea
- Magdalis austera
- Magdalis austriaca
- Magdalis barbicornis
- Magdalis barbita
- Magdalis bicristata
- Magdalis biseriata
- Magdalis bohemani
- Magdalis brevirostris
- Magdalis brunnipes
- Magdalis caesalpiniae
- Magdalis carbonaria
- Magdalis carnifex
- Magdalis caucasica
- Magdalis cerasi
- Magdalis chibi
- Magdalis clavigera
- Magdalis coeruleipennis
- Magdalis commixta
- Magdalis convexicollis
- Magdalis crenaticollis
- Magdalis cuneiformis
- Magdalis cyanea
- Magdalis cyanella
- Magdalis delagrangei
- Magdalis distinguenda
- Magdalis duplicata
- Magdalis ebenina
- Magdalis egregia
- Magdalis erythrocerus
- Magdalis exarata
- Magdalis fallax
- Magdalis flavicornis
- Magdalis formaneki
- Magdalis frontalis
- Magdalis funebris
- Magdalis fuscicornis
- Magdalis galloisi
- Magdalis gentilis
- Magdalis gracilis
- Magdalis grilati
- Magdalis heros
- Magdalis heydeni
- Magdalis himalayanus
- Magdalis hispoides
- Magdalis ilicis
- Magdalis imbellis
- Magdalis incognita
- Magdalis inconspicua
- Magdalis inermis
- Magdalis jezoensis
- Magdalis kiesenwetteri
- Magdalis koltzei
- Magdalis kraatzi
- Magdalis languida
- Magdalis lecontei
- Magdalis leucophaeata
- Magdalis leucopleura
- Magdalis linearis
- Magdalis longicornis
- Magdalis lymexylon
- Magdalis macropthalma
- Magdalis mamillata
- Magdalis mariae
- Magdalis melanocephala
- Magdalis memnonia
- Magdalis meridionalis
- Magdalis mixta
- Magdalis morio
- Magdalis morosa
- Magdalis myochroa
- Magdalis nassata
- Magdalis nephele
- Magdalis nigerrima
- Magdalis nigricornis
- Magdalis nitida
- Magdalis nitidipennis
- Magdalis olyra
- Magdalis opaca
- Magdalis pallida
- Magdalis pandura
- Magdalis parallelocollis
- Magdalis perforata
- Magdalis phlegmatica
- Magdalis piceae
- Magdalis pipitzi
- Magdalis plicatula
- Magdalis poncyi
- Magdalis proxima
- Magdalis pruni
- Magdalis punctipennis
- Magdalis punctirostris
- Magdalis punctulata
- Magdalis quercicola
- Magdalis rhina
- Magdalis rotundicollis
- Magdalis rufa
- Magdalis ruficornis
- Magdalis rufimana
- Magdalis rugipennis
- Magdalis russata
- Magdalis salicis
- Magdalis scutellaris
- Magdalis semicyanea
- Magdalis serricollis
- Magdalis sparsicollis
- Magdalis stenotarsa
- Magdalis stierlini
- Magdalis striata
- Magdalis striatula
- Magdalis stricta
- Magdalis stygia
- Magdalis subrectirostris
- Magdalis substriga
- Magdalis subtincta
- Magdalis superba
- Magdalis syriaca
- Magdalis takizawai
- Magdalis tenebrosa
- Magdalis tinctipennis
- Magdalis trifoveolata
- Magdalis trucidata
- Magdalis trucidatus
- Magdalis turcica
- Magdalis weisei
- Magdalis villicrus
- Magdalis violacea
- Magdalis violaceipennis
- Magdalis virescens
- Magdalis vitiosa